# Lena Klöber
Lena Klöber (* 1993 in Engelskirchen) ist eine deutsche Schauspielerin und Synchronsprecherin.

## Leben
Klöber absolvierte von 2014 bis 2017 die Arturo Schauspielschule in Köln. Während ihrer Ausbildung spielte sie vor allem Theater. Seit 2018 ist sie in einigen Stücken am Horizont-Theater in Köln zu sehen. Seit 2016 ist sie bei der Daily Soap Unter uns (RTL) in einer Nebenrolle als Sarah Fuchs zu sehen.

## Theater (Auswahl)
- 2015: Luise Müller in Kabale und Liebe
- 2015: Radioansagerin in Furcht und Elend des 3. Reiches
- 2016: Sofia Jegorovna in Platonow
- 2017: Frau Sobiech in Müde Pferde in der Sonne
- 2017: Hermia in Ein Sommernachtstraum
- 2018: Anna in Biedermann und die Brandstifter
- 2019: Aretoussa in Erotokritos (nominiert für den Kölner Tanz- und Theaterpreis[1])
- 2019: Angie in Top Girls
- 2020: Lucie, Botin, Pompiona in Der Ritter von der brennenden Mörserkeule
- 2020: Marquise in Marquise von O
- 2021: Monika Stettler in Die Physiker
- 2021: Fräulein Julie in Fräulein Julie

## Filmografie
- seit 2016: Unter uns, Rolle: Sarah Fuchs

## Preise und Nominierungen
- 2020: Nominiert für den Puck, Nachwuchspreis für Kölner Schauspieler